# Cercosaurinae
Cercosaurinae – podrodzina jaszczurek z rodziny okularkowatych (Gymnophthalmidae).

## Podział systematyczny
Do podrodziny należą następujące rodzaje:

- Anadia Gray, 1845
- Andinosaura Sánchez-Pacheco, Torres-Carvajal, Aguirre-Peñafiel, Nunes, Verrastro, Rivas, Rodrigues, Grant & Murphy, 2018
- Centrosaura Vásquez-Restrepo, Ibáñez, Sánchez-Pacheco & Daza, 2019 – jedynym przedstawicielem jest Centrosaura apodema (Uzzell, 1966)
- Cercosaura Wagler, 1830
- Dendrosauridion Lehr, Moravec, Lundberg, Köhler, Catenazzi & Smid, 2019 – jedynym przedstawicielem jest Dendrosauridion yanesha Lehr, Moravec, Lundberg, Köhler, Catenazzi & Smid, 2019
- Echinosaura Boulenger, 1890
- Euspondylus Tschudi, 1845
- Gelanesaurus Torres-Carvajal, Lobos, Venegas, Chávez, Aguirre-Peñafiel, Zurita & Echevarría, 2016
- Kataphraktosaurus Rojas-Runjaic, Barrio-Amorós, Señaris, Riva & Castroviejo-Fisher, 2021 – jedynym przedstawicielem jest Kataphraktosaurus ungerhamiltoni Rojas-Runjaic, Barrio-Amorós, Señaris, Riva & Castroviejo-Fisher, 2021
- Macropholidus Noble, 1921
- Magdalenasaura Fang, Vásquez-Restrepo & Daza, 2020
- Neusticurus Duméril & Bibron, 1839
- Oreosaurus Peters, 1862
- Petracola Doan & Castoe, 2005
- Pholidobolus Peters, 1862
- Placosoma Tschudi, 1847
- Potamites Doan & Castoe, 2005
- Proctoporus Tschudi, 1845
- Rheosaurus Vásquez-Restrepo, Ibáñez, Sánchez-Pacheco & Daza, 2019 – jedynym przedstawicielem jest Rheosaurus sulcarostrum (Donelly, MacCulloch, Ugarte & Kizirian, 2006)
- Riama Gray, 1858
- Selvasaura Moravec, Smid, Stundl & Lehr, 2018
- Wilsonosaura Lehr, Moravec & May, 2015 – jedynym przedstawicielem jest Wilsonosaura josyi Lehr, Moravec & May, 2015